# Elaeocarpus ovigerus
Elaeocarpus ovigerus är en tvåhjärtbladig växtart som beskrevs av Brongn. & Gris. Elaeocarpus ovigerus ingår i släktet Elaeocarpus och familjen Elaeocarpaceae. Inga underarter finns listade i Catalogue of Life.